# 周爰諏
周爰諏（1854年—？），字政伯，陝西蒲城縣人，清朝政治人物、進士出身。
光緒八年，鄉試中舉；光緒十二年，登進士，同年五月，改翰林院庶吉士。光緒十五年，任翰林院編修。后改國史館協修官。光緒十八年，任會試同考官。光緒二十年，任國史館纂修官、山西鄉試副考官。光緒二十二年，任武英殿協修官、國史館總纂官。光緒二十三年，任順天鄉試同考官。光緒二十五年，任武英殿纂修官。光緒三十年，任編書處協修官、任編書處纂修官。光緒三十二年，任編書處總纂官；次年，改翰林院侍讀。光緒三十四年，任翰林院侍講學士、日講起居注官。宣統二年，任翰林院侍讀學士。